# FEMUA 17
Le Femua 17 est la 17ème édition du Festival des musiques urbaines d'Anoumabo. Il se déroule du 15 au 20 avril 2025 à Abidjan, au sein de l'Institut national de la jeunesse et des sports (INJS), et à Daloa. Le thème choisi pour cette édition est « Civisme et sécurité routière ».

## Déroulement

### Préparation
La cérémonie de lancement du Femua 17 a lieu le jeudi 20 février 2025 au Sofitel Abidjan, dans la commune de Cocody,. Ensuite, dans le cadre des préparatifs techniques de l'évènement, le commissariat général du festival effectue une visite de repérage sur le site devant abriter l'évènement à Abidjan (l'INJS), le lundi 24 février 2025. Toujours pour l'optimisation et l'aménagement des lieux retenus pour la tenue du Femua 17, le commissaire général Traoré Salif, alias A'Salfo du groupe Magic System, se rend dans la deuxième ville hôte des festivités (Daloa), le 7 mars 2025 pour rencontrer les autorités locales. Par la suite, le maire de Daloa, Gbeuly Stéphane Auguste, organise au début du mois d'avril, une réunion avec ses administrés pour réserver un bon un accueil à l'évènement.

### Cérémonie d'ouverture
C'est le lundi 15 avril 2025 que s'ouvre le Femua 17, à l'Institut national de la jeunesse et des sports, dans la commune de Marcory. Et cela, sans oublier le traditionnel rituel de libation exécuté par Alessa Bogui, le doyen du village d'Anoumabo, pour honorer les ancêtres.
Sous le parrainage et la présidence de Tiémoko Meyliet Koné, Vice-Président de la République de Côte d'Ivoire, la cérémonie d'ouverture voit la participation de plusieurs membres du gouvernement ivoirien. La Guinée, pays invité d'honneur de cette 17ème édition y est aussi représentée avec ses ministres.

### Actions sociales
Le Femua 17 est comme les éditions précédentes marqué par des actions sociales. Notamment les poses des premières pierres de deux écoles primaires et l'inauguration de quatre autres. Aussi, mille (1000) permis de conduire sont offerts à des jeunes à un tarif forfaitaire. En plus, des consultations oculaires gratuites au bénéfice de 2500 personnes, avec à l'appui 250 lunettes correctrices offertes, sont prévues.

### Carrefour Jeunesse du festival

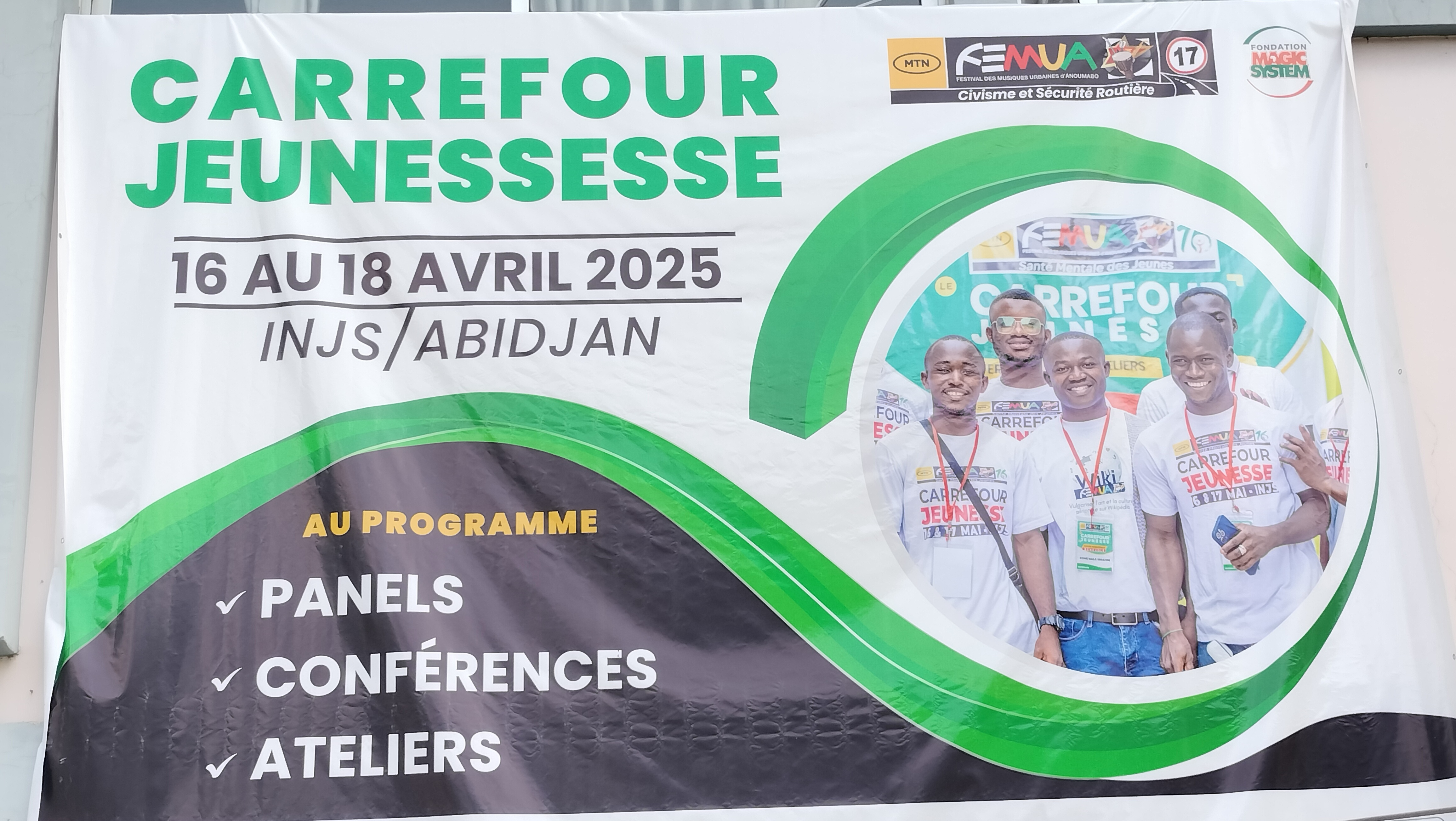
Une affiche du Carrefour Jeunesse à la 17ème édition du Festival des musiques urbaines d'Anoumabo (FEMUA 17)

Le Carrefour jeunesse est l'articulation scientifique du Femua. C'est le lieu de rencontre et d'échanges de la jeunesse avec des chefs d'entreprises, et des personnes du monde professionnel autour du thème choisi pour cette édition : « Civisme et sécurité routière ». Il se tient du 16 au 18 avril 2025 à l'INJS.

### Femua Tradi
Le Femua Tradi est un volet du Festival qui met en lumière la diversité culturelle. Pour cette édition, les Bétés de Daloa sont à l'honneur.

### Femua Kids

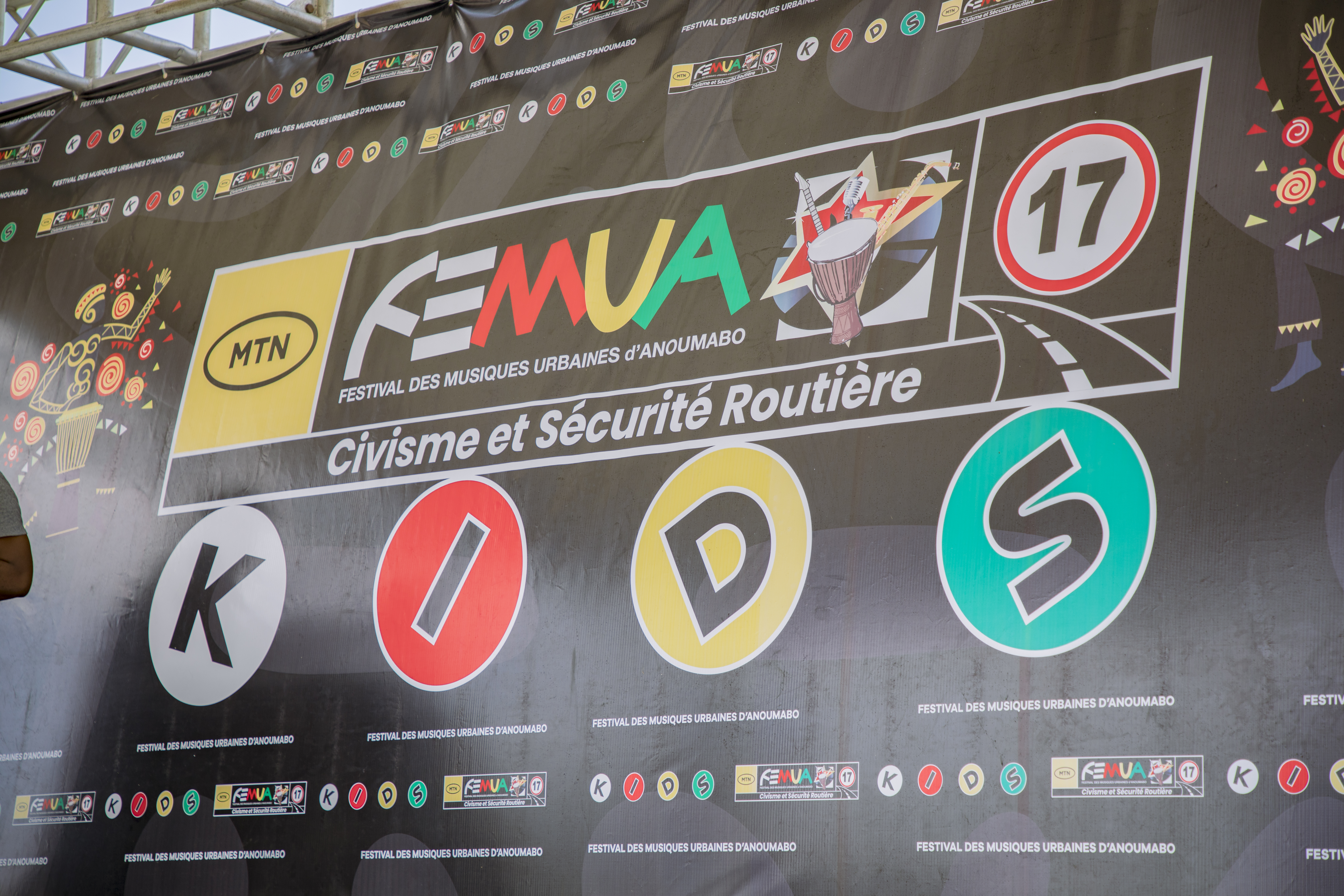
Femua Kids 17e Éditions

Le Femua Kids est une journée spéciale d'activités destinée aux enfants de moins de 11 ans, venus généralement des orphelinats d'Abidjan. Au Femua 17, la Fondation Children of Africa de la Première dame de Côte d'Ivoire, Dominique Ouattara, met à la disposition des organisateurs de l'évènement, un bibliobus pour permettre aux enfants de pratiquer la lecture.

### Sport ou volet sportif du festival
Le volet sportif du Femua 17 comprend un cross populaire ainsi qu'un tournoi de football à Daloa,.

## Décentralisation
Daloa est la deuxième ville qui accueille le Femua 17. Bien avant le concert géant de clôture du Festival qu'elle abrite dans la nuit du dimanche 20 avril, les activités au programme dans cette localité sont : une masterclass donnée par Yves Zogbo Junior le jeudi 17 avril à l'endroit des communicants et des mécènes ; une journée du vendredi 18 avril consacrée aux activités scientifiques en collaboration avec l'Université Jean Lorougnon Guédé ; puis une journée sportive le samedi 19 avril, allant jusqu'au petit matin du dimanche. Par ailleurs, la pose de la première pierre d'une école primaire de six classes est également prévue.

## Pays invité
Le pays invité d'honneur du Femua 17 est la Guinée. La délégation guinéenne pour cette 17ème édition est forte de 300 personnes. Elle est conduite par le ministre guinéen de la Culture, du Tourisme et de l'Artisanat, Moussa Moïse Sylla, et comprend des hommes politiques, des artistes et des acteurs économiques.

## Concerts
Le Femua 17 donne droit à six jours de concerts avec plus d'une centaine d'artistes nationaux et internationaux, sur trois (3) scènes différentes : celle de l'Institut français d'Abidjan-Plateau, celle de l'Institut national de la jeunesse et des sports, et celle de la ville de Daloa. Les cinq premiers concerts se font à Abidjan, puis le dernier à Daloa,.

### Programmation artistique
Les artistes invités en tête d'affiche du Femua 17 sont :
| Artistes          | Pays de provenance |
| ----------------- | ------------------ |
| Angélique Kidjo   | Bénin              |
| Kaaris            | France             |
| Eneida Marta      | Guinée-Bissau      |
| Smarty            | Burkina Faso       |
| Takana Zion       | Guinée             |
| Josey             | Côte d'Ivoire      |
| Himra             | Côte d'Ivoire      |
| Lil Jay Bingerack | Côte d'Ivoire      |
| Lato Crespino     | Côte d'Ivoire      |
| Adeba Konan       | Côte d'Ivoire      |

## Voir également